# John och Lorena Bobbitt

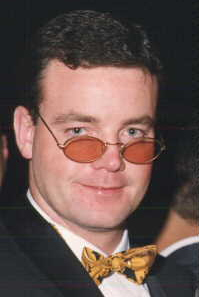
John Bobbitt

John Wayne Bobbitt, född 23 mars 1967 i Buffalo, New York, och Lorena Leonor Gallo de Bobbitt, född 1970 i Bucay, Ecuador. Ett amerikanskt par gifta 18 juni 1989 (skilda 1995), kända efter incidenten 23 juni 1993 då Lorena skar av Johns penis med en kökskniv. Organet återfanns på ett fält och syddes fast med lyckat resultat.
Lorena bedömdes vara oskyldig till stympningen av sin make med tillfällig mental störning som orsak och dömdes till 45 dagar psykiatrisk vård på sjukhuset Central State Hospital i Petersburg, Virginia.